# 樽見鉄道ハイモ295-310形気動車
樽見鉄道ハイモ295-310形気動車 （たるみてつどうハイモ295-310がたきどうしゃ）は、1999年（平成11年）に1両が製造された樽見鉄道の気動車である。第三セクター鉄道協議会の標準仕様に準拠している。

## 概要
1984年（昭和59年）10月に日本国有鉄道（国鉄）樽見線を第三セクター鉄道に転換して開業した樽見鉄道が、開業時に投入したハイモ180-200形の老朽代替用として1999年に1両を製造したものである。形式名「ハイモ」は「ハイスピードモーターカー」の略、295は馬力表示の機関出力を意味している。明知鉄道アケチ10形気動車以降の富士重工業製第三セクター鉄道向け気動車で採用された標準仕様に準拠し、長良川鉄道ナガラ3形気動車に続いて車体長が16 mとなった。エンジンは電子制御のPF6HT03ディーゼルエンジンが採用された。従来車両との総括制御が可能である。正面貫通式、両運転台、トイレなし、ロングシートである。車体外部はハイモ230-312に続いて池田満寿夫がデザインした外部塗装が描かれていたが、2020年3月末からはタカラトミー社のプラレールのラッピングデザインに変更となった。さらに、同年8月には、車内の壁面にプラレールキャラクターの「てっちゃん」が描かれ、床面にはレールが描かれた他、遮光カーテンも踏切やトンネルを描いたものに変更された。さらに2023年7月からは国鉄時代をイメージした首都圏色に変更された。
車内は全席ロングシートとなり、車椅子スペースが設けられた。
車両番号の下2桁はハイモ230-310形と連番で、315となった。

## 車体
第三セクター鉄道協議会の標準仕様に準拠、前面は貫通式、乗務員室は左側に設けられ、乗務員用扉が設けられた。前面ガラスは乗降時の状況確認容易化のため側面まで回り込むものとなった。標準仕様に基づき、車椅子での乗降に対応した幅900 mmの引き戸の客用扉が片側2か所、両車端に設けられた。扉間には幅1,200 mmの上段固定、下段上昇の窓5組と、同構造の幅670 mmの窓一組が設けられた。

## 走行装置

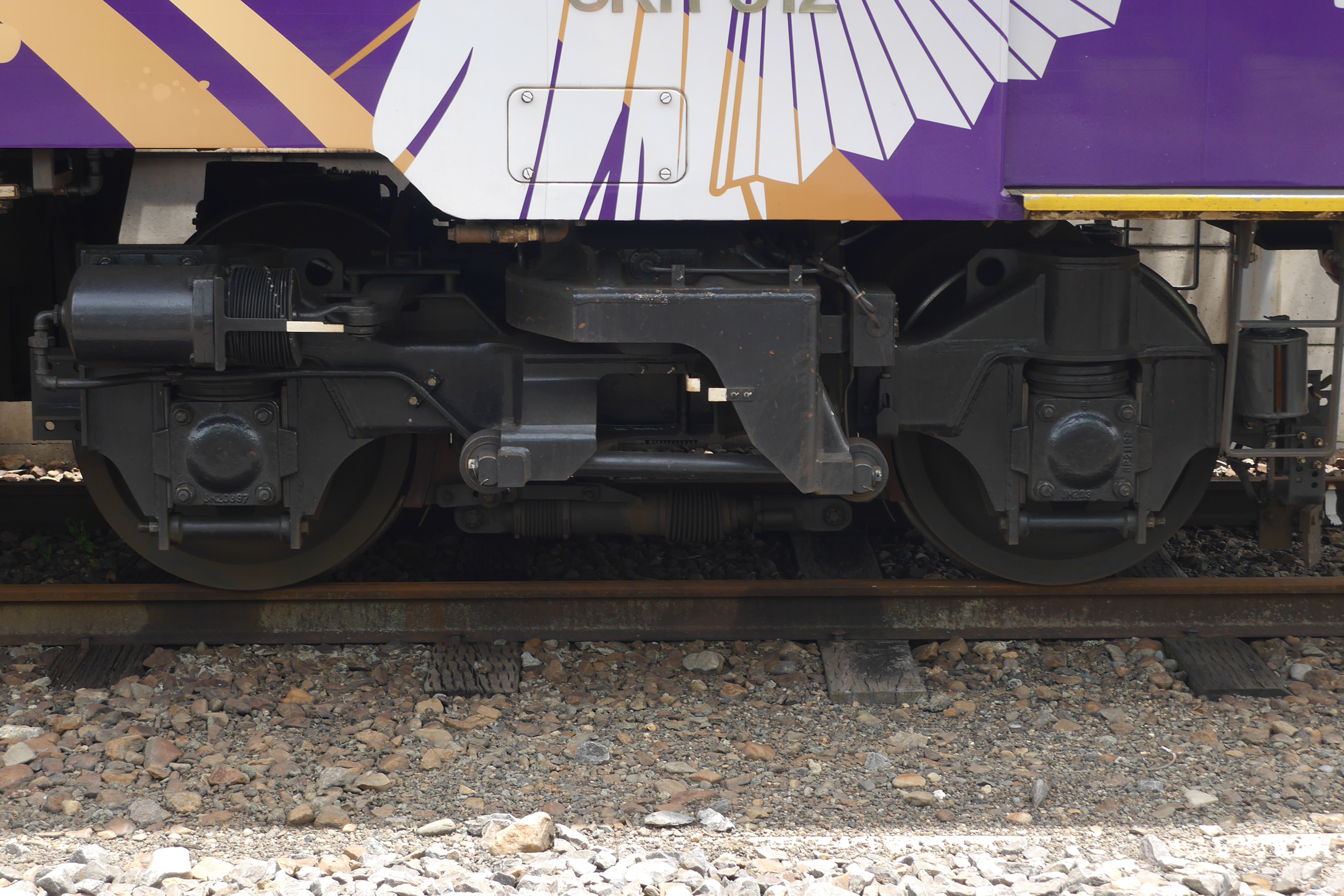
FU34系台車
写真は信楽高原鐵道SKR310形のもの

エンジンは、電子制御の日産ディーゼル製PF6HT03ディーゼルエンジン（定格出力217 kW / 2,100 rpm）を1基搭載、動力は神鋼造機製SCAR0.91B-4D1液体変速機（変速2速、直結1速）を介して2軸駆動の台車に伝達される。変速1段から変速2段へは自動切換、変速から直結へは手動切換となった。従来車両に対して出力を向上し、冷房使用時や連続勾配での運転に余裕を持たせている。台車は上枕空気ばね、軸ばね式FU34KD/Tが採用された。台車には砂撒装置が設置された。制動装置は応荷重装置付きSME三管式直通ブレーキが採用された。デッドマン装置、戸閉保安装置、列車無線などが追加され、保安度の向上がはかられた。

## 空調装置
暖房装置はエンジン排熱を利用した温風式である。冷房装置は機関直結式の能力27.9 kW（24,000 kcal/h）のものが設置された。

## 車歴
| 形式          | 車両番号 | 製造       | 廃車 |
| ------------- | -------- | ---------- | ---- |
| ハイモ295-310 | 315      | 1999年11月 | -    |

## 運用

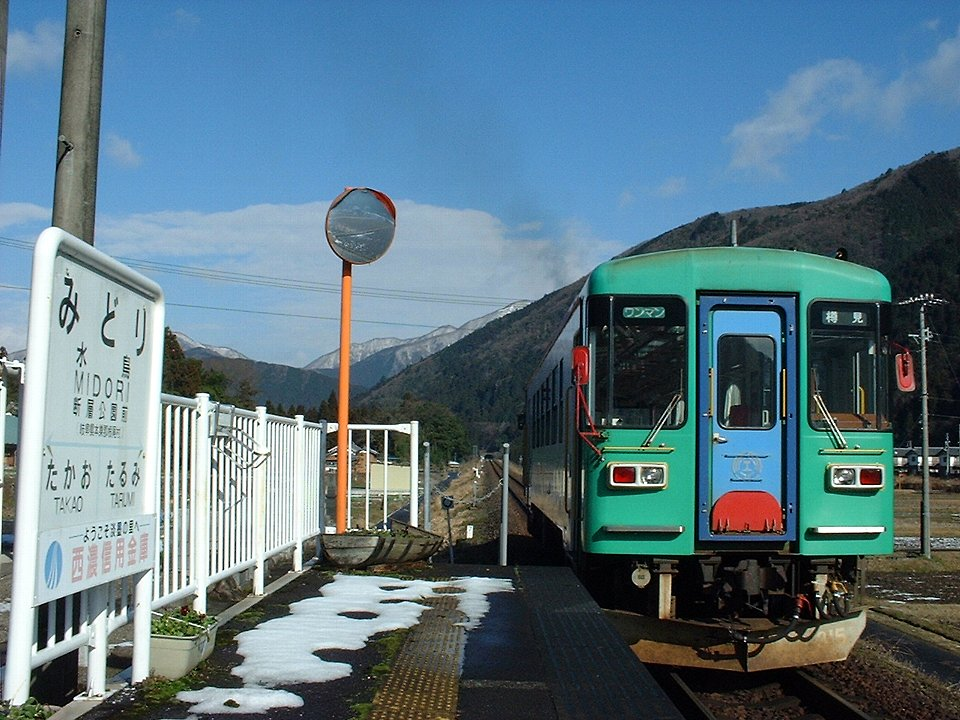
水鳥駅に進入するハイモ295-315

ハイモ180形の代替用として製造され、ハイモ295-315の就役でハイモ180-201が廃車されている。車両番号はハイモ230-310形と連番となっている。樽見鉄道樽見線全線で運転され、従来車との連結運転も行われている。2010年（平成22年）2月に発生した踏切事故で運転不能になり、車両不足に対応するため2010年（平成22年）3月から10月まで長良川鉄道からナガラ1形ナガラ10が借り入れられた。

### 書籍
- 寺田 祐一『私鉄気動車30年』JTBパブリッシング、2006年。ISBN 4-533-06532-5。

### 雑誌記事
- 『鉄道ピクトリアル』通巻515号「<特集> 台車」（1989年8月・電気車研究会）
  - 吉川文夫「日本の鉄道車両 台車の歴史過程」 pp. 10-15

- 『鉄道ピクトリアル』通巻658号「<特集> レールバス」（1998年9月・電気車研究会）
  - 高嶋修一「第三セクター・私鉄向け軽快気動車の系譜」 pp. 42-55

- 『鉄道ピクトリアル』通巻692号「新車年鑑2000年版」（2000年10月・電気車研究会）
  - 藤井 信夫、大幡 哲海、岸上 明彦「各社別車両情勢」 pp. 101-119
  - 樽見鉄道 技術部 高田 好實「樽見鉄道 ハイモ295形」 pp. 146
  - 「民鉄車両 車両諸元表」 pp. 238-240
  - 「1999年度 車両動向」 pp. 187-201

- 『レイルマガジン』通巻230号付録（2002年11月・ネコ・パブリッシング）
  - 岡田誠一「民鉄・第三セクター鉄道 現有気動車ガイドブック2002」 pp. 1-32

- 『レイルマガジン』通巻250号（2004年7月・ネコ・パブリッシング）
  - 寺田 祐一「私鉄・三セク気動車 141形式・585輌の今!」 pp. 4-50

### Web資料
- “樽見鉄道の車両”.   樽見鉄道. 2017年6月25日閲覧。
- “長良川鉄道のナガラ10が樽見鉄道で営業運転に”.   railf.jp (2010年4月5日). 2017年7月3日閲覧。
- “「RAILWAYS」樽見鉄道ハイモ295-315”.   中京テレビ (2010年5月21日). 2017年7月3日閲覧。
- “ナガラ10、長良川鉄道に戻る”.   railf.jp (2010年4月5日). 2017年7月3日閲覧。